# Uelzen
Uelzen (dolnoniem. Ülz’n) – miasto powiatowe w Niemczech, w kraju związkowym Dolna Saksonia, nad rzeką Ilmenau oraz wybudowanym w 1976 Kanałem Bocznym Łaby (niem. Elbe-Seitenkanal). Siedziba powiatu Uelzen. Liczba mieszkańców w 2008 roku wynosiła ok. 34 tys.

## Historia
Tereny, na których leży miasto, zasiedlone było już od VII wieku n.e. przez połabskie plemię Drzewian.
Rdzeniem miasta była osada Oldenstadt skupiająca się wokół dziesięciowiecznego klasztoru, na bazie którego został zbudowany w XII wieku klasztor Oldenstadt.

## Zabytki
- Hundertwasserbahnhof (pol. dworzec Hundertwassera) – budynek dworca kolejowego przebudowany z okazji światowej wystawy Expo 2000 w stylu Friedensreicha Hundertwassera. Po raz pierwszy otwarty był prowizoryczny tymczasowy dworzec w 1847 w związku z budową linii kolejowej z Hanoweru przez Celle i Uelzen do Harburga. Pierwszy murowany budynek w konstrukcji muru pruskiego został w tym miejscu wzniesiony w 1855.
- Theater an der Ilmenau (pol. Teatr nad Ilmenau),
- Klosterkirche Oldenstadt (pol. kościół klasztorny Oldenstadt) – romańska bazylika zbudowana z kamienia polnego z XII wieku

## Gospodarka
W mieście rozwinął się przemysł cukrowniczy, włókienniczy, maszynowy oraz metalowy.

## Transport
W mieście znajduje się dworzec kolejowy Hundertwasserbahnhof Uelzen.

## Współpraca
- Barnstaple, Wielka Brytania
- Tikaré, Burkina Faso
- Kobryń, Białoruś